# 费长房 (汉朝)
费长房，表字君陵，汝南（今河南上蔡东南）人。东汉方士。

## 生平
费长房曾为市掾。相传一老翁在市场悬壶卖药，休市後跳入壶中，他人未能发现，只有费长房看见，于是费长房奉酒脯拜壶翁为师，后世每以“悬壶”喻行医。费长房入山修道，辞归，壶翁给他一个竹杖，骑着能去此任何地方。又作一符，主地上鬼神。费长房乘竹杖，须臾回到家中。遂能医疗众病，鞭笞百鬼。“后失其符，为众鬼所杀”。《神仙传》又载费长房有缩地术，称为地仙。记载他的故事，所言多荒诞。
费长房也存在于《八仙得道》的第五十二回至第五十四回，以及第七十四回和七十八回。
《少室山房集》「五城十二楼髙悬炼金液朝来费长房误入神仙宅」，讲的就是费长房学术的起点，而这个在《八仙得道》中被虚化为铁拐李的人物，在那时被称为「壶翁」或「药翁」，传闻他悬壶济世，最后将此术传给费长房。认为是「悬壶济世」一成语的起源，颂誉医者道者救人于病痛。